# Mission Hill (Dakota del Sud)
Mission Hill è un centro abitato (town) degli Stati Uniti d'America situato nella contea di Yankton nello Stato del Dakota del Sud. La popolazione era di 177 persone al censimento del 2010.

## Storia
Mission Hill è stata progettata nel 1894. La città prende il nome da una vicina collina dove sorgeva una chiesa. Un ufficio postale chiamato Mission Hill è stato in funzione dal 1892.

## Geografia fisica
Secondo lo United States Census Bureau, ha un'area totale di 0,33 miglia quadrate (0,85 km²).

## Società

### Evoluzione demografica
Secondo il censimento del 2010, c'erano 177 persone.

### Etnie e minoranze straniere
Secondo il censimento del 2010, la composizione etnica della città era formata dal 98,3% di bianchi, l'1,1% di nativi americani, e lo 0,6% di altre razze. Ispanici o latinos di qualunque razza erano l'1,1% della popolazione.